# Anne Marie Rubatto
Anne Marie Rubatto, aussi appelée  Marie Françoise de Jésus (Carmagnole, 14 février 1844 - Montevideo, 6 août 1904), est une religieuse italienne fondatrice des capucines de la Mère Rubatto, destinées au service des pauvres, elle implante ses œuvres jusqu'en Amérique latine. Canonisée par l'Église catholique, elle est la première sainte du territoire uruguayen.

## Biographie

### Premières années
Anne Marie Rubatto (en italien : Anna Maria Rubatto) perd son père à l'âge de 4 ans et est élevée par sa mère. À l'adolescence, elle est demandée en mariage par un notable local, mais refuse, ayant déjà fait vœu de virginité. Sa mère meurt alors qu'elle a 19 ans, et elle part pour Turin, où elle devient domestique d'une noble dame, Marianne Scoffone. Sa foi l'incite à se mettre au service des autres ; elle visite les pauvres, les malades du Cottolengo, fait le catéchisme aux enfants, et  soutient tous ceux qui ont besoin de ses soins dans la ville. Elle fut très estimée de saint Jean Bosco, qui lui confia plusieurs services pour les enfants de ses patronages et oratoires.

### Fondation
Marianne Scoffone meurt en 1882, et Anne Marie part alors chez sa sœur à Loano. Là, elle rejoint un groupe de femmes qui se consacrent aux œuvres apostoliques sous la direction des Frères mineurs capucins. Un jour, après la messe à l'église des capucins, une pierre tombe d'un couvent voisin en construction, blessant un maçon qui y travaillait. Anne Marie soigne le blessé, et lui remet une petite somme d'argent pour lui permettre de se nourrir jusqu'à sa guérison. Les religieuses auxquelles est destiné ce bâtiment sont à la recherche d'une supérieure ; elles décident alors qu'Anne Marie est la personne qui convient. Elles lui demandent donc d'intégrer leur communauté, soutenues par le père Angelico Martini. C'est ainsi que le 23 janvier 1885 est fondé un nouvel institut, les capucines de Loano, où Anne Marie prononce ses vœux le 17 septembre 1886 sous le nom de Marie Françoise de Jésus et en devient la supérieure, poste qu'elle occupera jusqu'à sa mort.
En 1892, Marie Françoise et quelques sœurs sont envoyées en mission à Montevideo pour y ériger de nouvelles maisons. Leur apostolat s'étend en Uruguay et en Argentine. Mère Rubatto traverse plusieurs fois l'Atlantique pour se rendre en Amérique latine afin d'y fonder ou d'y soutenir de nombreuses missions.

### Dernières années
En 1902, Mère Rubatto repart pour l'Amérique pour une visite qui aurait dû durer quelques mois seulement. En mai 1904, elle contracte une infection interne. Malgré la maladie, c'est de son lit qu'elle s'occupe des communautés et des fondations à venir. Poursuivant ses activités malgré ses douleurs, elle fut pour ses sœurs un exemple de courage. Les derniers mois, les souffrances s'accentuent. Mère Rubatto offre sa vie à Dieu pour ses religieuses et les pauvres. Après avoir subi une opération chirurgicale sans succès, elle mourut le 6 août 1904 à Montevideo.

## Vénération

### Béatification

#### Enquête sur les vertus
Déclarée vénérable le 1er septembre 1988 par Jean-Paul II.

#### Reconnaissance d'un miracle
Elle est béatifiée le 10 octobre 1993 par le pape Jean-Paul II et fêtée le 6 août.

### Canonisation

#### Second miracle
En 2004, une enquête est entreprise pour la reconnaissance d'un second miracle attribué à l'intercession de Mère Rubatto. Il s'agit du cas d'un jeune homme uruguayen, victime d'un grave accident de voiture en 2000. Plongé dans le coma et victime d'une importante hémorragie, il revint à lui, et sans aucune séquelles, après que ses proches aient prié la Mère Rubatto de le sauver.
Les expertises médicales ne concluant à aucune explication scientifique, le dossier concernant cette guérison soudaine  fut présenté au Saint-Siège. Le 21 février 2020, le pape François reconnaît comme authentique ce miracle, et signe le décret de canonisation de la Mère Rubatto. Elle est solennellement proclamée sainte par le pape le 15 mai 2022 à Rome.  

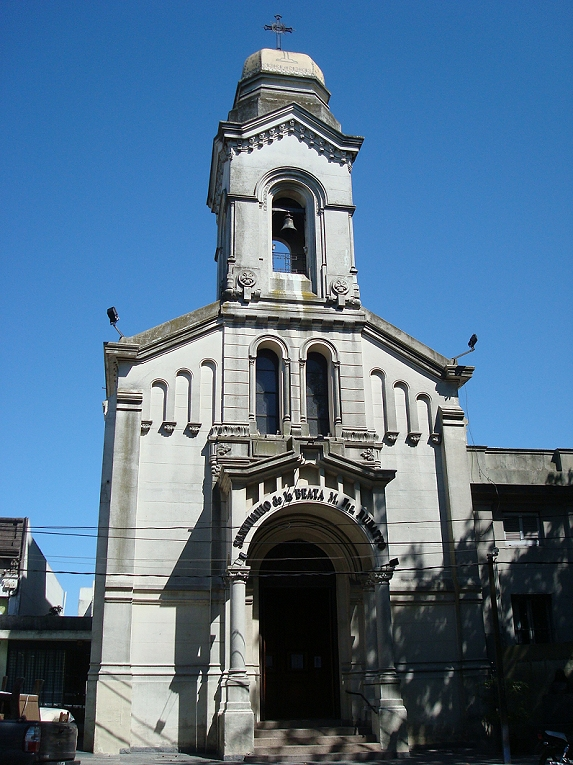
La chapelle Madre Francisca Rubatto à Montevideo, où repose sa relique.

### Culte
Sainte Anne Marie Rubatto est fêtée le 6 août.
Depuis 1914, elle repose sous le maître-autel de la chapelle Madre Francisca Rubatto à Montevideo, jouxtant le collège du Belvédère, qu'elle avait fondé en 1895.